# Lee Ufan
Dans ce nom coréen, le nom de famille, Lee, précède le nom personnel.

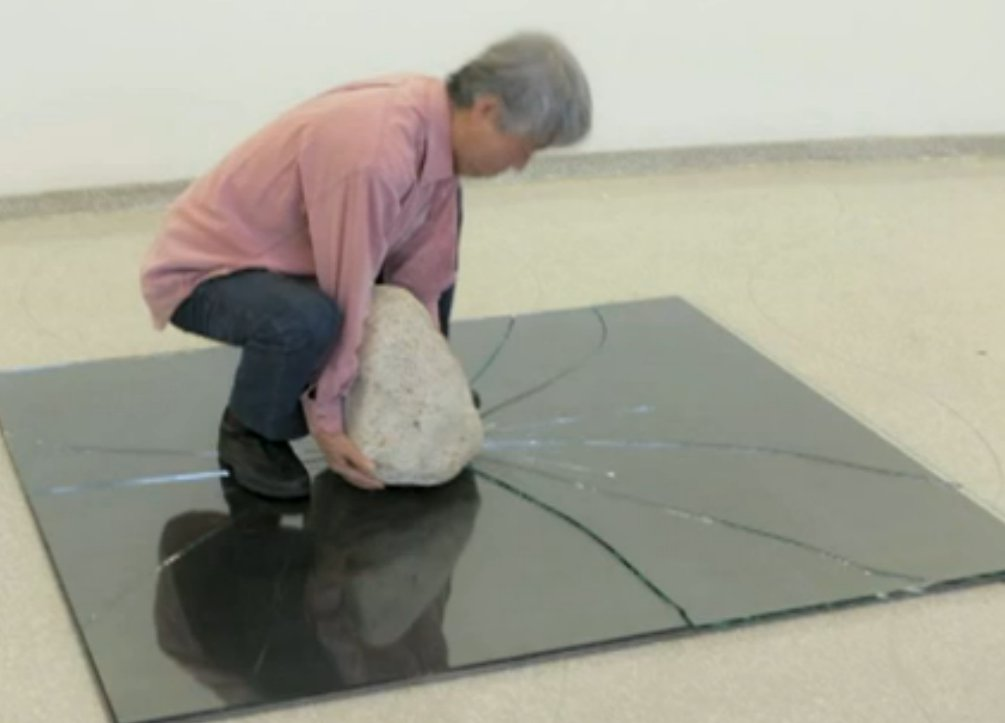
Lee Ufan, réalisant son installation au Guggenheim Museum, NYC, août 2011. Une des premières œuvres de l'artiste, similaire à celle-ci mais avec une pierre taillée en parallélépipède rectangle, a été exposée en 1968 sous l'intitulé Relatum - du latin « Relatif ».

Lee Ufan (en coréen : 이우환, RR : I U-hwan /iː.u.hwan/), ou Lee U-fan, est un artiste et critique d'art sud-coréen né le 24 juin 1936 dans le district de Haman dans le sud de la péninsule coréenne, alors possession de l'empire du Japon. Il s’est installé au Japon alors qu’il avait 20 ans.
Lee U-fan est un artiste mondialement reconnu et honoré. Son travail est parfois considéré comme proche de l'art minimal, mais il n'a pas revendiqué cette proximité. Il est, aujourd'hui, à la fois artiste et académicien, honoré par le gouvernement du Japon pour avoir « contribué au développement de l'art contemporain au Japon ». L'art de cet artiste, longtemps réalisé au Japon, est ancré dans une appréciation orientale de la nature des matériaux et aussi dans la phénoménologie européenne moderne. Sa participation aux premiers temps du mouvement artistique Mono-ha a été déterminante dès 1969. 
Lee partage son temps entre Kamakura, au Japon et Paris.

## Biographie et œuvre
Lee U-fan a étudié en Corée la poésie, la peinture et la calligraphie, notamment auprès de Hwang Kyun-Yong. Il est entré, en effet, au College of Fine Arts of Seoul National University en 1956. Lee étudie la pensée asiatique, y compris la philosophie de Laozi et de Zhuangzi. Il déménage au Japon en 1956 pour y étudier la philosophie. En 1958, il étudie la philosophie occidentale moderne à l'Université Nihon (Tokyo). 
Parmi les philosophes qui ont influencé son art, on trouve Nietzsche, Rilke, Martin Heidegger et Maurice Merleau-Ponty. 
En novembre 1968, il rencontre l'artiste Nobuo Sekine dont il partage les idées. Lee a reconnu la modernité des idées de Sekine et a admiré son travail, tandis que Sekine a trouvé dans Lee un théoricien pour soutenir sa pratique artistique et son point de vue sur l'art. En 1969 Lee Ufan devient critique d'art en remportant un concours de critique d'art sponsorisé par la revue d'art Bijutsu Shuppan-sha avec un article qui montre l'influence du philosophe Kitarō Nishida. L'article s'intitule « Des objets inanimés à l'existence vivante ». Lee devient alors le théoricien et le porte-parole du mouvement naissant du Mono-ha, actif de la fin des années 1960 jusqu'au milieu des années 1970. Ce mouvement met en scène les matériaux produits par le travail de l'homme sur les matières naturelles, sous forme d'objets d'une part, et les matières naturelles non modifiées d'autre part, au moyen de faits visuels touchant aux rapports intimes qui existent entre le naturel et l'artificiel.
Les textes de Lee Ufan ont donné un élan certain aux artistes coréens pratiquant le monochrome dans les années 70.
L'origine de Mono-ha peut être trouvée dans l'article de Lee « Sonzai to mu wo koete Sekine Nobuo ron (Au-delà de l'être et du néant - Une thèse sur Sekine Nobuo » (juin 1969). Une fois cet élan donné, Mono-ha se figea avec la participation des étudiants du sculpteur Saito Yoshishige, qui enseignait à l'université des beaux-arts Tama, à l'époque. Cette participation déterminante est documentée dans le livre [ba, so, toki] (場 相 時, lieu de la phase du temps) (printemps, 1970). Il a donc été le principal théoricien de Mono-ha (« l'école des choses ») au Japon à la fin des années 1960 et au début des années 1970. Avec sa formation de philosophe et par sa pratique dans l' « Art coréen monotone » (Dansaekjo Yesool, 單 色調 藝術) [7], il participe au premier mouvement artistique de la Corée du XXe siècle à être promu au Japon. Il préconise une méthodologie pour la désoccidentalisation et la démodernisation, en théorie comme en pratique, de la pensée eurocentrique acceptée par la société japonaise d'après-guerre des années 1960.  
En 1971, Lee et plusieurs autres artistes présentent aux Européens le concept du Mono-ha en participant à la Biennale de Paris. Au milieu des années 1970, le travail de Lee se porte sur la peinture monochrome. Son travail de peintre se décline à ce jour en une série de 7 titres, dans lesquels est absente toute expression de l'ego ou d'une quelconque psychologie.
Son travail consiste à mettre en relation différents matériaux, mais aussi ces matériaux et l'espace environnant. Il ne cherche pas à enlever ni à rajouter quelque chose à l'existant. Il se concentre particulièrement sur le point et la ligne, travail qu'il décrit dans de nombreux essais. Il accorde une importance particulière à la symbolique des matériaux.

## Musée Lee Ufan
La page du site du musée Lee Ufan — musée dont l'architecte est Tadao Andō, célèbre pour la qualité visuelle du béton laissé brut de décoffrage — fait dans l'économie de parole : « Parmi les œuvres exposées au musée Lee Ufan, ouvert en 2010 dans le quartier de Kuraura à Naoshima, il y a des tableaux créés avec des coups de pinceau qui semblent se synchroniser avec le rythme du souffle calme de l'artiste, et des sculptures constituées de pierres naturelles et de plaques d'acier dans lesquelles l'acte de «faire» est réduit au strict minimum. Chacune des œuvres du musée évoque une étendue infinie d'espace vide qui fusionne avec l'espace physique. » Cette page cite quelques réflexions de l'artiste extraits d'un entretien datant de 2017 : 
- « Les œuvres qui sont logiquement organisées, qui peuvent être clairement expliquées, et qui sont destinées à un but prévisible ne sont pas de l'art. »
- « Inconscience, folie, chaos et contradictions... Fait intéressant, les êtres humains ont tendance à être intrigués par les choses qui sont animées par ces éléments. » Le commentaire du musée : « Les gens sont émus par ce qu'ils n'ont jamais vu ou ressenti. Lee a remarqué que c'est la raison pour laquelle les artistes doivent faire face à ce qui est inconnu et invisible, comme l'inconscience, la folie, etc. Il a parlé d'avoir souvent créé des œuvres auxquelles il ne s'attendait pas ou qu'il ne pouvait pas comprendre. »
- « Un travail qui peut paraître différent à chaque fois qu'on le voit. » Commentaire du musée : « Un spectateur peut voir une œuvre composée d'une pierre et d'une plaque d'acier comme "une pierre et une plaque d'acier qui parlent joyeusement entre elles" tandis qu'un autre peut penser que "la pierre tourne le dos à la plaque d'acier et regarde au loin". »
- « Une œuvre d'art n'est peut-être jamais aboutie ou achevée, elle est active pour toujours et n'est jamais fixe, rejetant toute forme de jugement. »
- « Lorsque le Lee Ufan Museum a ouvert ses portes, Lee a déclaré: "Je souhaite que mon travail existe comme un lieu vivant". »[9]

## Lee Ufan Arles
Printemps 2022, inauguration du centre d'exposition Lee Ufan Arles. Situé au 5 rue Vernon l'Hôtel Vernon abrite peintures et sculptures de l'artiste. Cet hôtel construit entre le XVIe et le XVIIIe siècle, a été aménagé par l’architecte Tadao Ando, qui a déjà réalisé le musée Lee Ufan sur l’île de Naoshima (Japon) en 2010. Lee Ufan Arles est le troisième lieu d'exposition consacré à ses œuvres. après le Lee Ufan Museum et l’Espace Lee Ufan du Busan Museum of Art (ouvert en 2015).
Du 30 octobre 2021au 29 septembre 2022, l'artiste installe l'exposition temporaire "Requiem" aux Alyscamps (Arles).

## Donateur
L'importante donation de Lee Ufan, en 2002, au Musée national des arts asiatiques - Guimet de Paris, a considérablement enrichi la collection d'art coréen, avec une collection de paravents et de peintures coréennes — cent peintures et vingt-sept paravents — de la période Joseon. Cette collection permet d'appréhender de nombreuses images de l'art populaire coréen, minhwa.